# Kurt Hovelijnck
Kurt Hovelijnck (Eeklo, 2 giugno 1981) è un ex ciclista su strada belga.

## Palmarès

### Strada
- 2003 (Dilettanti, una vittoria)

Grand Prix Criquielion

## Piazzamenti

### Classiche monumento
- Giro delle Fiandre

2006: 83º
2007: ritirato
2008: 27º
2012: ritirato
2013: 77º
- Parigi-Roubaix

2007: ritirato
2008: 48º
- Liegi-Bastogne-Liegi

2006: ritirato
2012: ritirato